# Basses de Can Maimó
Les Basses de Can Maimó de Vilanova del Vallès són un parell de basses que es troben al Parc de la Serralada Litoral.
La de més avall és a tocar de la masia restaurant de Can Maimó, a la banda NO i envoltada de plàtans i alguna acàcia. S'utilitzava per al consum domèstic i ara és simplement un element decoratiu més del camp de Pitch & Put. L'aigua li ve d'una mina a prop, que a la vegada recull l'aigua del torrent. La bassa de més amunt és una antiga bassa de regadiu, en desús actualment, que s'ha recuperat per a ús dels bombers. Recull l'aigua del Torrent de Can Maimó i probablement és la més gran del Parc (exceptuant el que podríem considerar estanys de lleure d'algunes cases senyorials). Abans hi havia peixos, que actualment s'han suprimit per evitar possibles accidents dels tafaners.
Són ubicades a Vilanova del Vallès: a Can Maimó s'hi pot anar des de Vallromanes o Vilanova del Vallès. Per a anar a la bassa de més amunt, pugem 380 metres per la pista per on hem arribat i cerquem a la dreta dues bigues de ferro clavades a terra i un cable entre elles. D'ací en surt un corriol que es bifurca de seguida, per l'esquerra anem a la bassa i per la dreta al Pou de Glaç de Can Maimó. Coordenades: x=442940 y=4598578 z=184.